# Deutsche Feldhandball-Meisterschaft 1955
Die Deutsche Feldhandball-Meisterschaft 1955 wurde in einem Endrundenturnier zwischen dem 15. Mai und dem 30. Mai 1955 ausgespielt. Das Turnier war die sechste vom DHB ausgerichtete Meisterschaftsrunde im Feldhandball der Männer. Das Endspiel fand am 30. Mai 1955 vor 15.000 Zuschauern im Hamburger Stadion Hoheluft statt.
Neuer Deutscher Meister wurde die SV Polizei Hamburg, die im Frühjahr schon Vizemeister der Hallenhandball-Endrunde geworden war. Die Hamburger „Polizisten“ besiegten im Endspiel den SV Bayer 04 Leverkusen mit 15:12 und konnten damit den sechsten Feldhandball-Meistertitel ihrer Vereinsgeschichte feiern.

## Modus
Der Modus wurde gegenüber der vorangegangenen Spielzeit drastisch verändert, so dass sich die Turnierdauer – mit Rücksicht auf die Ende Juni beginnende Feldhandball-Weltmeisterschaft in Deutschland – von sechs auf zwei Wochen verkürzte: Zwar traten erneut acht Mannschaften gegeneinander an, aber der DHB verzichtete auf die zeitaufwändige Gruppenphase mit Hin- und Rückspielen. Die Mannschaften spielten in einer einfachen Ausscheidungsrunde im K.-o.-System gegeneinander, die vier siegreichen Teams ermittelten anschließend in einem Halbfinale die Finalteilnehmer; Platzierungsspiele wurden nicht durchgeführt.
Die folgenden acht Mannschaften hatten sich als Meister oder Vizemeister der jeweiligen Regionalmeisterschaften für die Endrundenteilnahme qualifiziert:
Norddeutsche Meisterschaft: THW Kiel (Meister), SV Polizei Hamburg (Vizemeister)
Westdeutsche Meisterschaft: RSV Mülheim (Meister), SV Bayer 04 Leverkusen (Vizemeister)
Südwestdeutsche Meisterschaft: SV Harleshausen (Meister)
Süddeutsche Meisterschaft: TC Frisch Auf Göppingen (Meister, Titelverteidiger, Deutscher Meister (Halle) 1955), TSG Ketsch (Vizemeister)
Berliner Landes-/Regionalmeisterschaft: Reinickendorfer Füchse (Meister)
Die Spieldauer betrug 2 × 30 Minuten, bei Gleichstand nach regulärer Spielzeit wurde eine Verlängerung von 2 × 10 Minuten durchgeführt.

## Turnierverlauf
Die favorisierten Meistermannschaften der norddeutschen, westdeutschen und süddeutschen Endrunden schieden überraschend schon in der Vorrunde aus, sie wurden jeweils auf eigenem Platz von ihren Gegnern geschlagen. Als „Sensation“ bezeichnete der Berichterstatter des Hamburger Abendblatts dabei den Sieg der Hamburger in Göppingen gegen die Mannschaft des Titelverteidigers und Hallenmeisters Frisch Auf Göppingen. Der norddeutsche Meister THW Kiel lag zur Halbzeit gegen den westdeutschen Vizemeister aus Leverkusen bereits aussichtslos mit 10 Toren zurück (3:13), während der Westdeutsche Meister aus Mülheim sich den Kasseler Vorstädtern aus Harleshausen geschlagen geben musste. Nur der Berliner Meister Reinickendorfer Füchse bestätigte die Erwartungen und deklassierte die TSG Ketsch.
Leverkusen setzte sich im Halbfinale nach ausgeglichener erster Spielhälfte klar gegen den Berliner Meister durch; SV Polizei Hamburg siegte im Spiel beim SV Harleshausen knapp in den letzten Minuten. Im Finale in Hamburg schien Leverkusen zwar zunächst überlegen, konnte dies aber nicht in Torerfolge umsetzen, zur Halbzeit führten die Leverkusener nur knapp mit einem Tor Vorsprung. Die letzten Sekunden der regulären Spielzeit verliefen dramatisch: Beim Stand von 12:11 für den Polizeiverein verwarf Maychrzak in der letzten Minute noch einen Strafwurf und den Leverkusenern gelang im Gegenzug der Ausgleich. In der Verlängerung waren die Hamburger dann konzentrierter und verwerteten ihre Chancen, während die Gäste zu keinem Torerfolg mehr kamen.

### Vorrunde
15. Mai
THW Kiel – SV Bayer 04 Leverkusen: 12:20
TC Frisch Auf Göppingen – SV Polizei Hamburg: 14:17
RSV Mülheim – SV Harleshausen: 15:18
TSG Ketsch – Reinickendorfer Füchse: 7:17

### Finalrunde
22. Mai
Halbfinale
SV Harleshausen – SV Polizei Hamburg: 12:13
SV Bayer 04 Leverkusen – Reinickendorfer Füchse: 15:9
30. Mai
Finale
SV Polizei Hamburg – SV Bayer 04 Leverkusen: 15:12 (nach Verlängerung; 7:8, 12:12)